# Cyrtotria tuberculata
Cyrtotria tuberculata är en kackerlacksart som beskrevs av Robert Walter Campbell Shelford 1910. Cyrtotria tuberculata ingår i släktet Cyrtotria och familjen jättekackerlackor. Inga underarter finns listade i Catalogue of Life.